# Novelles de Justinien
« Novelle » redirige ici. Pour les autres significations, voir Novelle (homonymie).

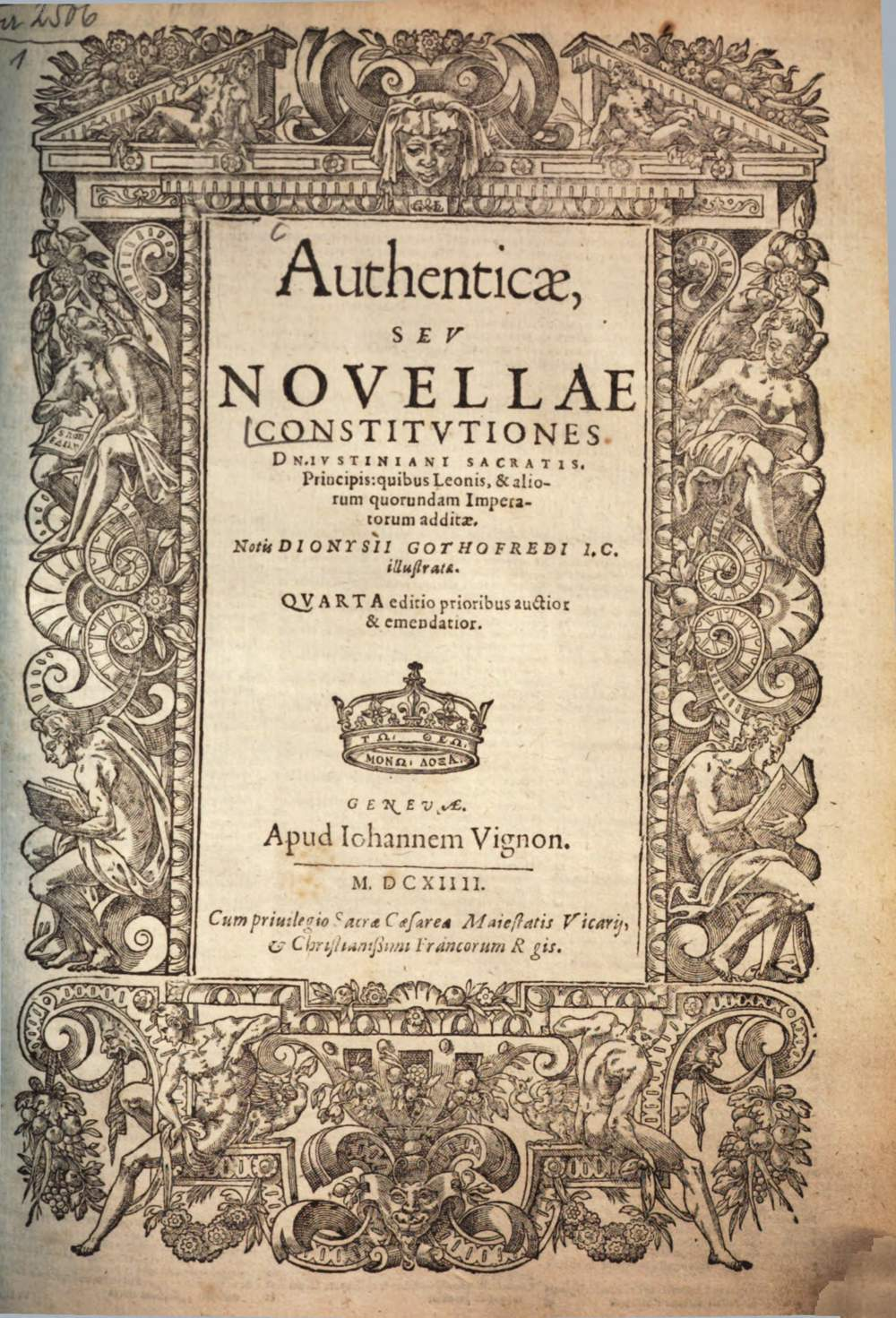
Les Novelles dans l'Authenticum édité par Gothofredus en 1614.

Les Novelles de Justinien, de leur titre complet en latin Novellæ Constitutiones, quæ post nostri codicis confectionem late sunt (littéralement « nouvelles constitutions produites après la rédaction de notre code »), en abrégé Novellæ Constitutiones (en grec ancien : Νεαραί διατάξεις / Nearaí diatáxeis), sont l'une des quatre composantes du Corpus juris civilis rédigé sous le règne (527-565) de l'empereur Justinien, avec le code de Justinien, le Digeste et les  Institutes. 
Les Novelles comprennent les lois promulguées par l'empereur après la parution de la deuxième édition de son Code en 534. Contrairement aux lois des trois autres livres, elles sont souvent rédigées en grec lorsqu'elles s'adressent aux régions orientales de l'empire, mais d'autres le sont en latin, et certaines dans les deux langues.

## Titre
Le terme novellæ est le féminin pluriel de l'adjectif novellus (« nouveau, jeune, récent »), dérivé de novus. « Novellæ » est utilisé dès le Ve siècle pour qualifier les nouvelles lois (novellae constitutiones), par exemple, celles de Théodose II. 
En français, novellæ est devenu un substantif d'usage juridique, « novelles ».
On les classe généralement en deux groupes : les Novelles post-théodosiennes et les Novelles de Justinien. 
Petit-fils du dernier empereur à avoir régné sur l'Empire romain unifié, Théodose Ier, Théodose II, qui règne sur l'Empire romain d'Orient de 408 à 450, publie en 438 un Code des lois (constitutiones) promulguées depuis le règne de Constantin. 
Les Novelles post-théodosiennes regroupent des lois édictées par la suite par Théodose II, mais aussi par Valentinien III (de 425 à 455) et Majorien (de 457 à 461), tous deux empereurs d'Occident. Si le caractère officiel des Novelles de Théodose II est démontré, il est douteux dans le cas des deux derniers.
De nos jours, le terme « Novelles » utilisé sans autre qualificatif se réfère habituellement aux lois promulguées par Justinien de la deuxième édition de son Code (534) à sa mort (565).

## Élaboration du code de Justinien

### Première édition (529)
Dès son accession au trône impérial de Constantinople, Justinien voulut unifier le droit romain, dont les lois étaient dispersées parmi une multitude de textes. 
En 528, il confia à un comité de dix membres dirigé par le préfet du prétoire d'Orient, Jean de Cappadoce, le soin de rassembler ces textes qui permirent, dès l'année suivante, la publication d'un premier Code justinien. 

### Deuxième édition (534)
Un deuxième comité devait être réuni douze mois plus tard pour colliger cette fois les lois qui n'étaient pas le fait du prince, mais des juristes. Cette deuxième commission fut présidée par le nouveau « ministre de la justice » (quæstor sacri palatii) de Justinien, Tribonien ; cette deuxième édition qui vit le jour en 534 est en fait une compilation et une simplification de trois codes plus anciens : le Code grégorien, le Code hermogénien et le Code Théodosien. 
Au total, ce nouveau code comprenait douze livres recensant entre 4 600 et 4 700 lois, certaines remontant à Hadrien,.

## Les Novelles

### Recueil et transmission
Dans la constitution qui servait de préface au nouveau Code en 534, Justinien faisait part de son intention de réunir les lois qui seraient promulguées par la suite dans un nouveau recueil qu'il appelait Novellæ Constitutiones. Cependant, il ne devait pas donner suite à cette intention. 
Les lois édictées après cette date furent néanmoins archivées par l'administration du Quæstor sacri palatii sous le nom de Liber legum ou de Libri Legum,. Les lois y sont regroupées par groupes de six mois, sans être nécessairement en ordre chronologique à l'intérieur de chaque groupe. 
Des recueils non officiels furent également colligés et trois d'entre eux constituent notre principale source de référence. 
La première, appelée Epitome Juliani, compilée par un professeur en droit de Constantinople du nom de Julien, rassemble les résumés (et non le texte complet) de cent vingt-quatre novelles (ou 122, car il y a deux doublets) publiées de 535 à 555 et traduites en latin à l'intention de ses élèves de langue latine. Vingt ans auparavant, Justinien avait autorisé l'enseignement du droit à Rome, mais nombreux étaient les étudiants qui continuaient à se rendre à Constantinople pour leurs études. La Pragmatique Sanction Pro petitione Vigilii  ayant rendu ces textes effectifs en Italie dès 554, une version latine s'avérait nécessaire,. Ces étudiants rapportèrent vraisemblablement des copies de ces Novelles en Italie et au cours des ans de nombreuses annotations et commentaires s'y ajoutèrent. Cette compilation demeura la référence principale des Novelles en Occident pendant le Moyen Âge jusqu'aux environs de 1100 lorsqu'une deuxième version fut découverte.
Vers 556, un an après l'Epitome Juliani, une collection plus complète de 134 novelles fut compilée qui était une traduction littérale des Novelles en grec. Elle fut découverte à Bologne vers 1100 et fut connue sous le titre de « Authenticum » certains glossateurs ayant cru qu'il s'agissait d'une version officielle faite sur ordre de Justinien ; lorsqu'on se rendit compte de l'erreur, cette version fut aussi appelée Versio vulgata,. Cette version comprend les novelles de 535-556, soit l'original latin des Novelles édictées directement en latin, la version latine de novelles édictées à la fois en latin et en grec et la traduction latine de novelles édictées en grec. Cette nouvelle version, qui fit autorité pendant le Moyen Âge et la Renaissance, remplaça l'Epitome Juliani, les Digestes, Institutes et le Code pour être appelée « Corpus Juris Civilis » (ou corps de loi civile) pour le distinguer du « Corpus Juris Canonici » (ou corps de droit ecclésiastique).
Enfin, une troisième collection presque entièrement en grec fut colligée sous le règne de Tibère II (r. 578-582) et découverte vers 1200. Elle comprend cent-soixante-huit articles presque uniquement en grec. Deux des Constitutions sont identiques (75 = 104 et 143 = 150), alors qu'une autre est citée à la fois en latin et en grec (32 = 34), ce qui représente un total de 165 novelles. Le corpus principal reprend les lois émises à partir de 535, donc peu après l'édition du second Code jusqu'à la fin du règne de Justinien. S'y ajoutent quatre Constitutions de Justin II (140, 144, 148 et 149), trois de Tibère II (161, 163 et 164) ainsi que trois ou quatre édits du préfet du prétoire connues sous le nom de Eparchica. Elles sont rangées par ordre chronologique annuel jusqu'à la novelle 120 sauf pour les novelles 24-29.
Cette collection dite « collection grecque des 168 » nous est parvenue grâce à deux manuscrits : le « Vénitien » ou « Marcianus » (parce que trouvé dans la bibliothèque de Saint-Marc de Venise) et le « Florentin » ou « Laurentianus » (parce que trouvé dans la bibliothèque laurentienne). Datant probablement de la fin du XIIe siècle, le « Vénitien » est considéré comme de qualité supérieure parce qu'ayant moins subi de déformations lors d'éditions successives ou d'erreurs de copistes. La version « Florentine » fut produite plus tard, vraisemblablement au XIVe siècle et souffre de nombreuses erreurs de copistes. C'est la version « Vénitienne » qui servit de référence à l'édition publiée en 1895 des Novelles de Justinien, complétée par Wilhelm Kroll et publiée comme volume III du Corpus Juris Civilis de Theodor Mommsen, Paul Krüger, Schoell et Kroll. Chacun de ces deux manuscrits a une copie qui figure dans la liste de transmission des Novelles : le manuscrit « Vénitien » fut recopié au début du XVIe siècle et constitue la version « Palatino-Vaticanus » (bibliothèque du Vatican), alors que le « Boloniensis » (fait pour Lodovico Bolognini) est la reproduction vers la même époque du « Florentin ».
Il existe d'autres versions des Novelles de Justinien, comme l'Epitome Athanasii, rédigée vers 572 par le juriste Athanase d'Émèse qui comprend 153 novelles et l'Epitome Theodori, rédigée vers 575 par le juriste byzantin Theodore Scholasticus d'Hermopolis, qui constitue un résumé de toutes les novelles contenues dans la version grecque des 168. Aucune de ces éditions n'eut toutefois la même l'influence sur l'élaboration du droit occidental que les collections mentionnées plus haut. 
La première version imprimée des Novelles parut à Rome en 1476. Basée sur le texte de l'Authenticum, elle faisait partie du Corpus Juris Civilis qui était alors divisé de façon différente de celle que l'on connait aujourd'hui : le Digeste composait les trois premiers volumes, les premiers neuf livres du Code formaient le quatrième volume, alors que le cinquième regroupait les Institutes, les trois derniers livres (Tres Libri) du Code et l'ensemble des Novelles ; ce dernier était connu comme « volumen parvum » ou « petit volume » parce qu'il semblait moins important que les autres.
En 1895 devait paraître l'édition critique classique du Corpus Juris Civilis  compilée par Mommsen, Krüger, Schoell et Kroll. Devenue la version standard, celle-ci fut réimprimée à de nombreuses reprises. Les dernières traductions en langue anglaise furent faites aux États-Unis par deux spécialistes travaillant chacun de son côté. La première fut l'œuvre de Samuel Parson Scott, avocat et banquier ; elle parut en 1932 mais fut mal accueillie ayant pris comme point de départ l'édition des frères Kriegel complétée en 1843. De son côté, l'avocat et juge à la cour suprême du Wyoming, Fred Heinrich Blume, produisit une autre traduction basée, elle, sur l'édition de Mommsen qui fut publiée après son décès en 1971 et que l'on peut retrouver sur le site de l'université du Wyoming. La seconde édition de sa traduction se trouve maintenant sur le même site  et comprend une liste des principales éditions publiées au cours des siècles.

### Contenu
Par leur nature, les Novelles sont des lois émanant du prince (en latin : constitutiones principis) se référant à un large éventail de mesures édictées sous différentes formes :
1. les édits (edicta) sont des proclamations de l'empereur et s'adressent au public en général ;
2. les décrets (decreta) sont des décisions judiciaires d'un tribunal de première instance ou d'une cour d'appel ;
3. les mandats (mandata) sont des actes du prince ordonnant à un gouverneur de province de prendre certaines actions ;
4. les rescrits (rescripta) sont des pièces de correspondance entre l'empereur et des fonctionnaires ou des citoyens[26].

On inclut également des lettres de l'empereur (epistulæ) ayant force de loi à des hauts-fonctionnaires et des « souscriptions », c'est-à-dire des notes mises dans les marges à la fin de pétitions de citoyens et constituant la réponse impériale à leur demande.
Ces lois ou constitutions adoptent généralement une forme standard.
- On trouve d'abord une « inscription » donnant le nom et la fonction du destinataire et certifiant que celle-ci vient bien de l'empereur.
- Vient ensuite une préface (en latin : præfatio ; en grec ancien : προοίμιον / prooímion) qui donne la raison pour laquelle cette loi a été émise.
- On trouve ensuite le corps de la loi elle-même.
- Finalement, une conclusion (en latin : epilogus ; en grec ancien : ἐπίλογος / epílogos) informe le destinataire des personnes à qui la loi devrait être transmise, sous quelle forme et à partir de quand elle aura force de loi.
- À la toute fin, une souscription indique la date à laquelle la loi a été émise[26].

La plupart des novelles ayant une application générale étaient destinées au préfet du prétoire d'Orient. Lorsque ces lois devaient être portées à la connaissance du public, on en reproduisait le contenu sur des tablettes de bois ou de pierre qui étaient alors exposées à la vue des fidèles dans les églises.